# Giornata nazionale del braille
La giornata nazionale del braille è una ricorrenza istituita con la legge n. 126 del 3 agosto 2007. Si celebra annualmente il 21 febbraio, quale momento di sensibilizzazione dell'opinione pubblica nei confronti delle persone non vedenti, in coincidenza con la giornata mondiale della difesa dell'identità linguistica promossa dall'Unesco (l'organizzazione delle Nazioni Unite per l'educazione, la scienza e la cultura). Infatti, questo sistema consente ai ciechi di accedere al patrimonio culturale scritto dell'umanità.
Nell'ambito di tale giornata, le amministrazioni pubbliche e gli altri organismi operanti nel settore sociale possono promuovere idonee iniziative di sensibilizzazione e solidarietà, nonché studi, convegni, incontri e dibattiti presso le scuole e i principali mass-media, per richiamare l'attenzione e l'informazione sull'importanza che il sistema braille riveste nella vita delle persone non vedenti e di quanti sono coinvolti direttamente o indirettamente nelle loro vicende, al fine di sviluppare politiche pubbliche e comportamenti privati che allarghino le possibilità di reale inclusione sociale e di accesso alla cultura e all'informazione per tutti coloro che soffrono di minorazioni visive.
La ricorrenza è considerata solennità civile e non determina riduzione dell'orario di lavoro negli uffici pubblici, né, qualora cada nei giorni feriali, costituisce giorno di vacanza o comporta riduzione di orario per le scuole di ogni ordine e grado.